# La infanta Margarita en azul
La infanta Margarita en azul (o Infanta Margarita Teresa con vestido azul) es uno de los más conocidos retratos realizados por  el pintor español Diego Velázquez. Está pintado al óleo sobre lienzo. Mide 127 cm de alto y 107 cm de ancho. Fue pintado en 1659, un año antes de la muerte del artista. Se encuentra actualmente en el Kunsthistorisches, esto es, el Museo de Historia del Arte de Viena, Austria.
Este es uno de los numerosos retratos de corte que ejecutó Velázquez, quien pintó en otras ocasiones a la infanta Margarita, casada a los quince años con su tío, Leopoldo I de Habsburgo, emperador de Austria. Es la joven infanta que aparece, entre otros, en Las meninas (1656) y en La infanta doña Margarita de Austria (1659). Los cuadros que se iban pintando de ella la muestran en diversas etapas de su niñez y adolescencia, y a través de ellos se informaba a Leopoldo de cuál era el aspecto de Margarita y cómo iba madurando, razón por la cual se enviaban a Viena.
Velázquez tiene en el Kunsthistorisches otros dos cuadros destacados, La infanta María Teresa y el Retrato del infante Felipe Próspero. No obstante, este Retrato de la infanta Margarita Teresa es posiblemente el mejor de los tres.
Velázquez emplea en este cuadro la técnica de pinceladas sueltas que provocan efectos luminosos. La infanta, aquí de ocho años de edad, aparece con rostro serio con expresión poco amigable, tal vez por timidez, como evidenciaría el sonrojo de las mejillas. El pelo lo tiene recogido con hojas de laurel. Alarga los brazos para tocar con gracia el vestido; en una de las manos sostiene una pelliza de color marrón. Viste la infanta un traje azul oscuro y plateado, con galones de oro y una gruesa cadena o banda dorada cruzándole el pecho. Los destellos metálicos del vestido potencian la luz de la obra. El fondo también es sombrío, con algunos objetos apenas esbozados. 